# Justicia psychotrioides
Justicia psychotrioides är en akantusväxtart som beskrevs av Thou. och Schult.. Justicia psychotrioides ingår i släktet Justicia och familjen akantusväxter. Inga underarter finns listade i Catalogue of Life.